# Zelandotipula plagifera
Zelandotipula plagifera är en tvåvingeart som först beskrevs av Alexander 1943.  Zelandotipula plagifera ingår i släktet Zelandotipula och familjen storharkrankar.
Artens utbredningsområde är Venezuela. Inga underarter finns listade i Catalogue of Life.